# Marko Vukcic
Marko Vukcic è un personaggio letterario creato dallo scrittore statunitense Rex Stout. Vukcic è un amico d'infanzia dell'investigatore privato Nero Wolfe protagonista della maggior parte dei gialli scritti da Stout.

## Il personaggio
Vukcic è un maestro di alta cucina, uno dei migliori cuochi del mondo. È uno dei membri dell'associazione dei Quinze Maîtres, che comprende i 15 chef più prestigiosi a livello internazionale. È proprietario del Rusterman, considerato il miglior ristorante di New York.
Vukcic, come Wolfe, è montenegrino, emigrato in America. I due sono cresciuti insieme: stando a quanto dice Archie Goodwin, Vukcic è l'unico che chiami Wolfe con il nome di battesimo. Vukcic vive a New York, in un appartamento sopra il suo ristorante  e, in seguito, in un appartamento sulla Cinquantaquattresima strada Ovest.
Stout fornisce alcune informazioni contraddittorie sui dati biografici di Vukcic. Nel romanzo Alta cucina si dice che è divorziato da Dina Rossi, figlia di Domenico Rossi, un altro cuoco membro dei Quinze Maîtres. Nel romanzo Nero Wolfe fa la spia Stout scrive invece che Vukcic è vedovo. Lo chef compare con un ruolo importante in questi due romanzi, nel romanzo Nelle migliori famiglie e nel racconto Così parlò Nero Wolfe e viene citato o fa brevi apparizioni in diverse altre storie di Stout. A differenza del suo amico Wolfe, Vukcic apprezza molto la compagnia femminile; secondo Archie può essere considerato un autentico dongiovanni.
Vukcic viene assassinato in Nero Wolfe fa la spia, dove si apprende che da anni finanziava un movimento clandestino di opposizione al regime di Tito in Jugoslavia. Per catturare il suo assassino, Nero Wolfe correrà rischi inauditi, dimostrando la profonda amicizia che li legava.

## Serie TV
Nell'episodio Salsicce «mezzanotte» (tratto dal romanzo Alta cucina) della serie televisiva trasmessa dalla Rai negli anni settanta, con Tino Buazzelli nella parte di Nero Wolfe, il personaggio di Vukcic è interpretato da Walter Maestosi.